# Hameçon méridional
Watsonalla uncinula
Espèce
Synonymes
- Drepana binaria uncinula (Borkhausen, 1790)
- Drepana uncinula (Borkhausen, 1790)
- Phalaena uncinula Borkhausen, 1790

L'Hameçon méridional (Watsonalla uncinula) est une espèce de lépidoptères (papillons) de la famille des Drepanidae, de la sous-famille des Drepaninae. L’espèce a été décrite par le naturaliste allemand Moritz Balthasar Borkhausen en 1790.

## Distribution
Espèce à répartition méditerranéenne, on la retrouve au Portugal, en Espagne, en Italie, en Grèce et en France où elle est aussi présente sur la façade atlantique. Elle a aussi été observée à la frontière entre l'Italie et la Suisse.

## Description
L'Hameçon méridional est très similaire à l'Hameçon avec qui il peut co-habiter. Cependant, la différence majeure entre ces espèces est la zone sombre se trouvant à l'apex des ailes antérieures, celle-ci est nettement plus délimitée et parfois surmontée d'une tache claire chez l'Hameçon méridional,. De plus, les mâles arborent, sur les ailes antérieures, une teinte violacée qui n'est pas présente chez l'Hameçon.

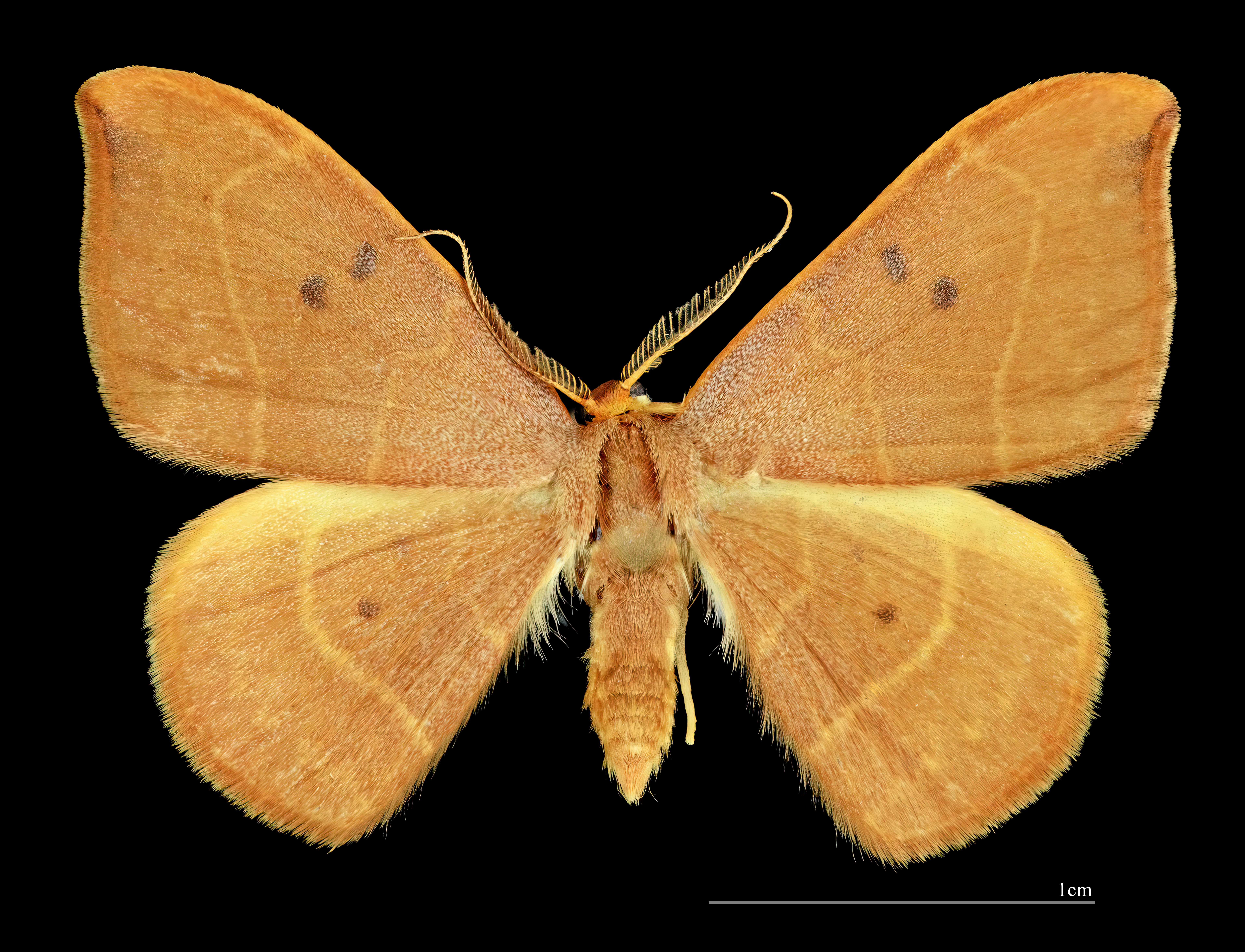
♂ MHNT
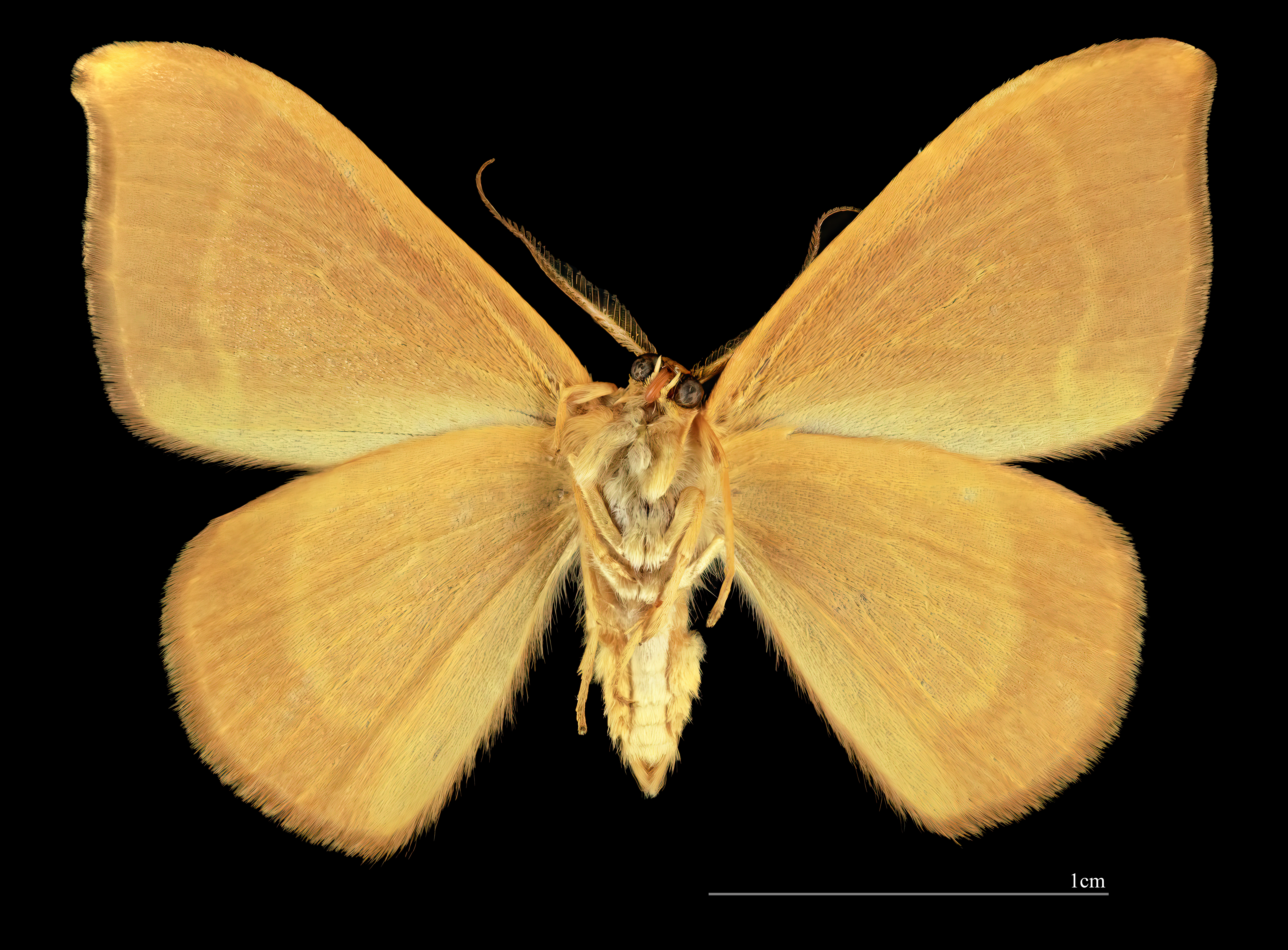
△ ♂
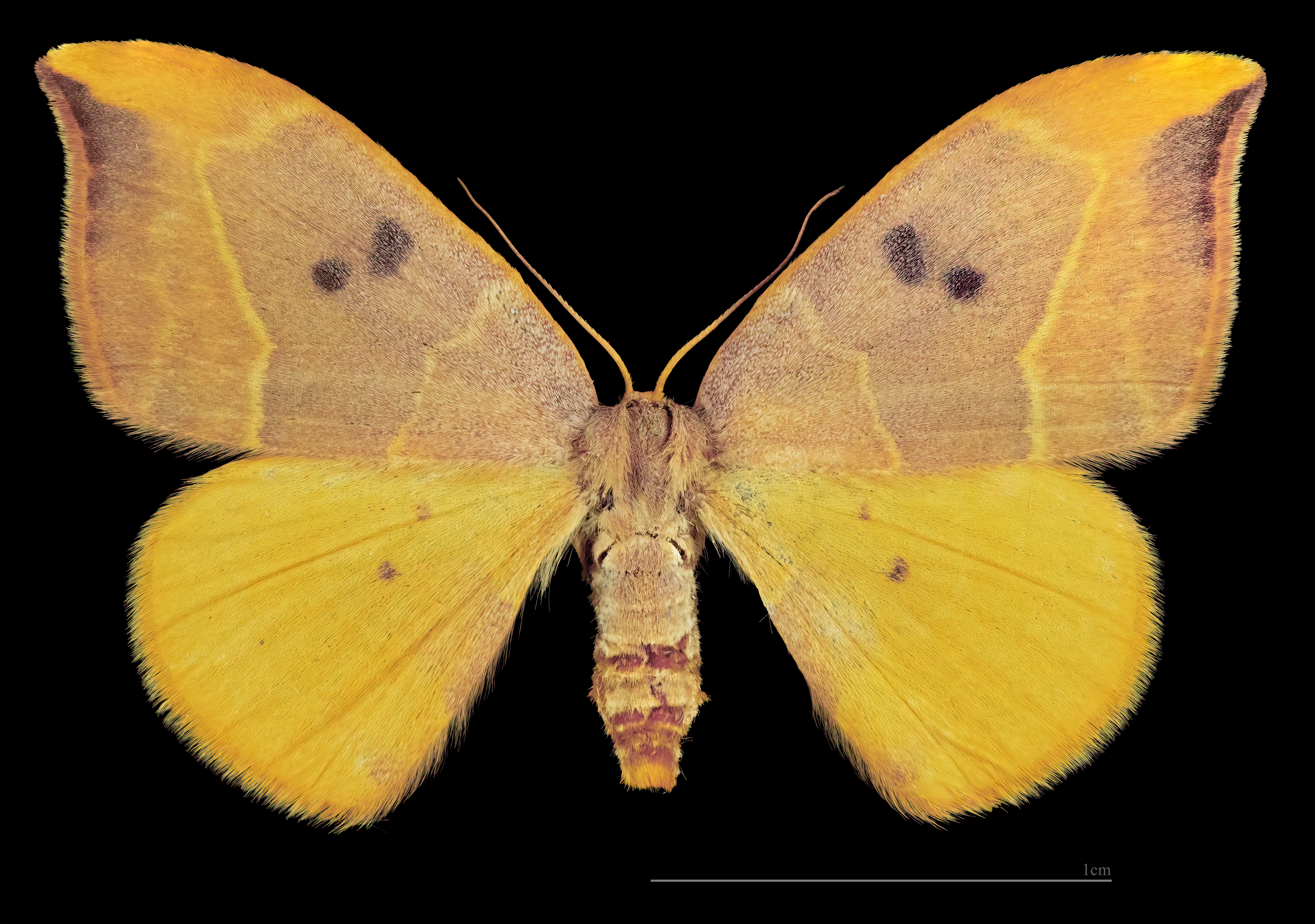
♀ MHNT
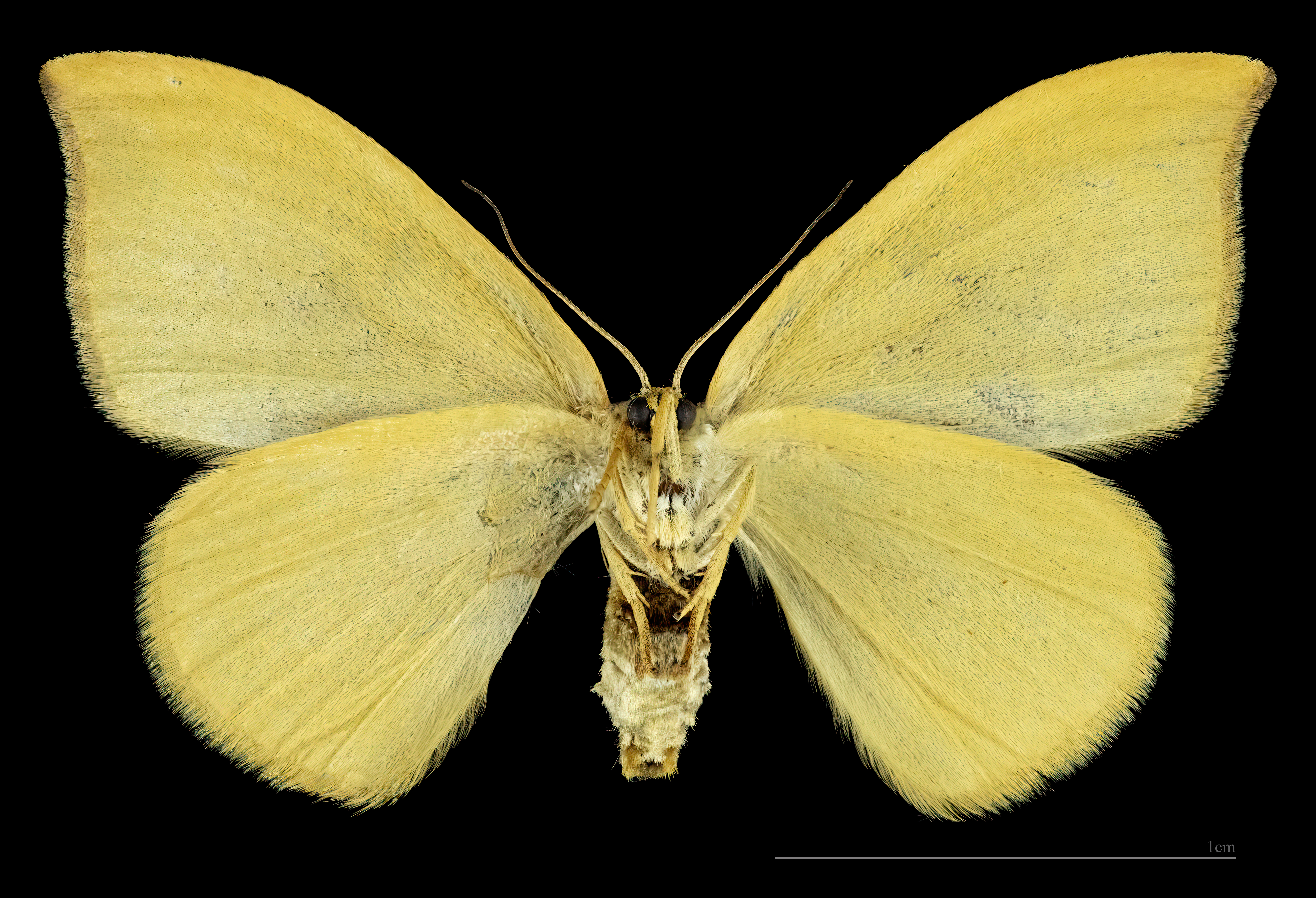
♀ △

## Biologie
Espèce univoltine dont la période de vol s'étend de mars à octobre l'Hameçon méridional affectionne les garrigues et les chênaies,. Bien que le chêne vert (Quercus ilex) soit la principale plante nourricière de cette espèce, il semblerait que la chenille puisse se nourrir des feuilles de plusieurs autres espèces de chêne tel que le chêne pédonculé (Quercus robur) et le chêne rouvre (Quercus petrea),.

## Systématique
Le nom valide complet (avec auteur) de ce taxon est Watsonalla uncinula (Borkhausen, 1790).
L'espèce a été initialement classée dans le genre Phalaena sous le protonyme Phalaena uncinula Borkhausen, 1790.
Watsonalla uncinula a pour synonymes :
- Drepana binaria subsp. uncinula (Borkhausen, 1790)
- Drepana uncinula Borkhausen, 1790
- Drepana uncula Hübner, 1800
- Phalaena uncinula Borkhausen, 1790